# Fissidens anomalus
Fissidens anomalus är en bladmossart som beskrevs av Montagne 1842. Fissidens anomalus ingår i släktet fickmossor, och familjen Fissidentaceae. Inga underarter finns listade i Catalogue of Life.